# フアン・クアドラード
フアン・ギジェルモ・クアドラード・ベージョ（Juan Guillermo Cuadrado Bello, 1988年5月26日 - ）は、コロンビア・ネコクリ出身のサッカー選手。コロンビア代表。セリエA・ピサSC所属。ポジションはディフェンダー、ミッドフィールダー、フォワード。

## クラブ経歴

### コロンビア時代
アトレチコ・ウラベ（Atlético Uraba）でキャリアを開始し、インデペンディエンテ・メデジンの下部組織を経て、2008年に同クラブのトップチームからプロデビューを果たした。9月14日のボヤカ・チコFC戦で初先発の機会を与えられると、プロ初得点を記録し、それから約3ヶ月後に後期リーグ決勝トーナメント第4節のクラブ・デポルティーボ・ラ・エキダ・セグロス（en）戦でフリーキックを直接決めるなど、プロ1年目から主力として活躍した。

### ウディネーゼ
2009年7月4日にセリエAのウディネーゼ・カルチョと5年契約を締結。右サイドバックを務めていたマウリシオ・イスラが負傷離脱、同胞クリスティアン・サパタが本格的にセンターバック起用、ドゥシャン・バスタが出場停止になったことで11月1日のACキエーヴォ・ヴェローナ戦で初出場を飾った。

### レッチェ
2011年8月3日に同僚のクリスティアン・オボドと共に同リーグのUSレッチェへ2012年6月30日までの期限付き移籍が決定。11月6日のACチェゼーナ戦でカルロス・グロスミュラーのアシストによりセリエA初得点にして決勝点を挙げる。

### フィオレンティーナ
2012年7月23日にACFフィオレンティーナへ買い取りオプション付きの期限付き移籍が決定。8月18日にコッパ・イタリアのノヴァーラ・カルチョ戦でマヌエル・パスクアルに代わり、58分から移籍後公式戦初出場を飾り、11月4日のカリアリ・カルチョ戦で移籍後初得点を挙げた。その後はジェノアCFC戦、トリノFC戦、再度カリアリ戦で得点を挙げ、UCサンプドリア戦では35ヤードの距離からの強力なシュートでセルヒオ・ロメロが守るゴールに先制点を決めた。
主力として2012-13シーズンに36試合5得点7アシストを記録し、クラブの4位に貢献したことが認められて、2013年6月17日にオプションが行使され、同クラブに共同保有権が買い取られた。8月22日にグラスホッパー・クラブ・チューリッヒとのUEFAヨーロッパリーグ 2013-14プレイオフ第1戦で先制点を挙げた。
W杯終了後よりフィオレンティーナよりの移籍が多数報道されていたが、2014年夏は残留が決定した。

### チェルシー
2015年2月2日にチェルシーFCへの移籍が正式発表された。なお、代役としてフィオレンティーナはモハメド・サラーをレンタルで獲得。2015-16シーズンから背番号を23番から11番に変更。
しかし、プレミアリーグへの適応に苦しみ、2015-16シーズン開始直後にチェルシーがペドロを獲得し苦しい立場に置かれることとなった。

### ユヴェントス
2015年8月25日、ユヴェントスFCへ1年間のレンタル移籍が発表された。背番号はマウロ・カモラネージが着用していた16番。なお、ユヴェントス史上初のコロンビア人選手となった。2015-16シーズン終了後はチェルシーに復帰したが、2016年8月31日にユヴェントスに3年間のレンタル移籍が決定。2500万ユーロでの買い取りオプションを有している。背番号は7番に変更された。
2016-17シーズンにはリーグ戦30試合に出場しセリエA優勝に貢献。2017年5月22日に買取オプション行使が決定。ユヴェントスと3年契約を結んだ。完全移籍決定後に行われたUEFAチャンピオンズリーグ・決勝戦のレアル・マドリード戦 (1-4)では66分に交代出場を果たし、UEFAチャンピオンズリーグの決勝戦で初めてピッチに立ったコロンビア人選手となったものの、18分で2枚のイエローカードを貰い退場した。
クリスティアーノ・ロナウドの加入により彼のトレードマークともいえる7番を譲ったため、2018-19シーズンから背番号を16番に変更。2020年から右サイドバックにコンバートされた。
2022年4月15日、33歳になり契約切れで退団の可能性も報じられたが、2023年6月末まで契約を1年延長した。2023年6月30日、契約満了によりユヴェントスからの退団が発表された。在籍8シーズンで公式戦314試合に出場し、26ゴール59アシストを記録した。

### インテル・ミラノ
2023年7月19日、ユヴェントスのライバルであるインテル・ミラノへの移籍が決定。契約は1年間で背番号は7。2023-24シーズンでは、チームはリーグ優勝を果たしたものの、度重なる怪我の影響でリーグ戦10試合（2アシスト）の出場に終わった。
2024年7月1日、インテルからの退団が発表された。

### アタランタ
2024年8月26日、アタランタBCへの移籍が決定。契約は1年間。

### ピサ
2025年8月6日、セリエAに昇格したピサSCに1年契約で加入した。

## 代表経歴

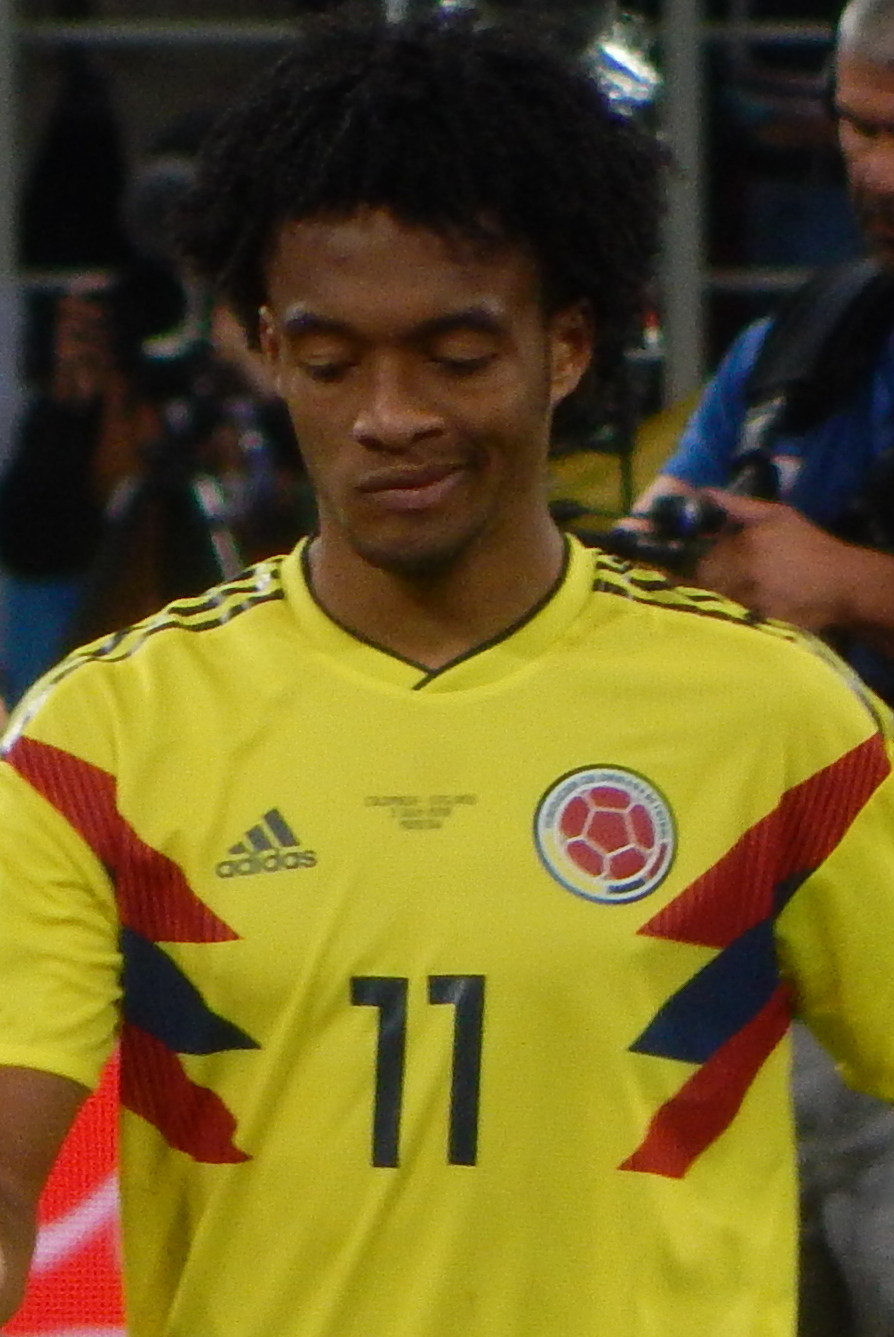
コロンビア代表でのクアドラード（2018年）

2010年8月25日にエルナン・ダリオ・ゴメス監督の下でベネズエラ、メキシコ、エクアドル、アメリカとの親善試合に向けてコロンビア代表に初招集され、9月3日のベネズエラ戦で初出場及び初得点を記録。その後、コパ・アメリカ2011の一員にチーム内最年少選手として選出され、ボリビア戦で後半から公式戦初出場を飾った。
ホセ・ペケルマン新監督の初戦となった2012年2月29日のメキシコとの親善試合でパブロ・アルメロのクロスから2得点目、同年11月14日にブラジルとの親善試合でハメス・ロドリゲスのパスを受けて3得点目を記録した。
2014 FIFAワールドカップではトニ・クロースと並んで大会最多タイとなる4つのアシストを決めた。
2018 FIFAワールドカップでは4試合でプレーし、グループリーグ第2戦のポーランド戦で1ゴールを決めた。

## プレースタイル
スピードのあるドリブラーとして知られており、2013年のリーグ戦1試合あたりのドリブル回数はクリスティアーノ・ロナウドの倍であった。鋭い突破のみならず、自陣からパスを引き出して展開するプレーもできる。2019-20シーズンはマウリツィオ・サッリ監督によってサイドバックとして出場し、2020-21シーズンもウィングバックとして起用されている。

## 個人成績
| クラブ成績   | クラブ成績                     | クラブ成績     | リーグ | リーグ | カップ     | カップ     | 国際大会   | 国際大会   | 通算 | 通算 |
| シーズン     | クラブ                         | リーグ         | 出場   | 得点   | 出場       | 得点       | 出場       | 得点       | 出場 | 得点 |
| コロンビア   | コロンビア                     | コロンビア     | リーグ | リーグ | カップ     | カップ     | 南米       | 南米       | 通算 | 通算 |
| ------------ | ------------------------------ | -------------- | ------ | ------ | ---------- | ---------- | ---------- | ---------- | ---- | ---- |
| 2008         | インデペンディエンテ・メデジン | プリメーラA    | 21     | 2      | 0          | 0          |            |            | 21   | 2    |
| 2009         | インデペンディエンテ・メデジン | プリメーラA    | 9      | 0      | 0          | 0          | 2          | 0          | 11   | 0    |
| イタリア     | イタリア                       | イタリア       | リーグ | リーグ | イタリア杯 | イタリア杯 | ヨーロッパ | ヨーロッパ | 通算 | 通算 |
| 2009-10      | ウディネーゼ・カルチョ         | セリエA        | 11     | 0      | 1          | 0          |            |            | 12   | 0    |
| 2010-11      | ウディネーゼ・カルチョ         | セリエA        | 9      | 0      | 3          | 0          |            |            | 12   | 0    |
| 2011-12      | USレッチェ                     | セリエA        | 33     | 3      | 0          | 0          |            |            | 33   | 3    |
| 2012-13      | ACFフィオレンティーナ          | セリエA        | 36     | 5      | 4          | 0          |            |            | 40   | 5    |
| 2013-14      | ACFフィオレンティーナ          | セリエA        | 32     | 11     | 3          | 1          | 8          | 3          | 43   | 15   |
| 2014-15      | ACFフィオレンティーナ          | セリエA        | 17     | 4      | 1          | 1          | 5          | 1          | 23   | 6    |
| イングランド | イングランド                   | イングランド   | リーグ | リーグ | FAカップ   | FAカップ   | ヨーロッパ | ヨーロッパ | 通算 | 通算 |
| 2014-15      | チェルシーFC                   | プレミアリーグ | 12     | 0      | 1          | 0          | 1          | 0          | 13   | 0    |
| 2015-16      | チェルシーFC                   | プレミアリーグ | 1      | 0      | 0          | 0          |            |            | 1    | 0    |
| イタリア     | イタリア                       | イタリア       | リーグ | リーグ | イタリア杯 | イタリア杯 | ヨーロッパ | ヨーロッパ | 通算 | 通算 |
| 2015-16      | ユヴェントスFC                 | セリエA        | 28     | 4      | 4          | 0          | 8          | 0          | 40   | 4    |
| 2016-17      | ユヴェントスFC                 | セリエA        | 30     | 2      | 3          | 0          | 12         | 1          | 45   | 3    |
| 2017-18      | ユヴェントスFC                 | セリエA        | 21     | 4      | 1          | 0          | 6          | 1          | 28   | 5    |
| 2018-19      | ユヴェントスFC                 | セリエA        | 18     | 1      | 1          | 0          | 5          | 0          | 24   | 1    |
| 2019-20      | ユヴェントスFC                 | セリエA        | 33     | 2      | 5          | 0          | 6          | 1          | 44   | 3    |
| 2020-21      | ユヴェントスFC                 | セリエA        | 30     | 2      | 3          | 0          | 6          | 0          | 39   | 2    |
| 2021-22      | ユヴェントスFC                 | セリエA        | 33     | 4      | 5          | 1          | 7          | 0          | 45   | 5    |
| 通算         | コロンビア                     | コロンビア     | 30     | 2      | 0          | 0          | 2          | 0          | 32   | 2    |
| 通算         | イタリア                       | イタリア       | 290    | 42     | 34         | 3          | 53         | 7          | 383  | 40   |
| 通算         | イングランド                   | イングランド   | 13     | 0      | 1          | 0          | 1          | 0          | 15   | 0    |
| 総通算       | 総通算                         | 総通算         | 333    | 35     | 35         | 3          | 54         | 7          | 422  | 45   |

## 代表歴

### 出場大会
- コロンビア代表
  - 2011年 - コパ・アメリカ2011
  - 2014年 - 2014 FIFAワールドカップ
  - 2015年 - コパ・アメリカ2015
  - 2016年 - コパ・アメリカ・センテナリオ
  - 2018年 - 2018 FIFAワールドカップ
  - 2019年 - コパ・アメリカ2019
  - 2021年 - コパ・アメリカ2021

### 試合数
- 国際Aマッチ 116試合 11得点（2010年-）[31]

| コロンビア代表 | 国際Aマッチ | 国際Aマッチ |
| 年             | 出場        | 得点        |
| -------------- | ----------- | ----------- |
| 2010           | 4           | 1           |
| 2011           | 4           | 0           |
| 2012           | 7           | 2           |
| 2013           | 11          | 0           |
| 2014           | 11          | 2           |
| 2015           | 9           | 0           |
| 2016           | 14          | 1           |
| 2017           | 8           | 1           |
| 2018           | 9           | 1           |
| 2019           | 12          | 0           |
| 2020           | 4           | 0           |
| 2021           | 15          | 2           |
| 2022           | 5           | 0           |
| 2023           | 3           | 1           |
| 通算           | 116         | 11          |

### 得点
| #   | 開催年月日     | 開催地                                                             | 対戦国     | スコア | 結果 | 試合概要           |
| --- | -------------- | ------------------------------------------------------------------ | ---------- | ------ | ---- | ------------------ |
| 1.  | 2010年9月3日   | プエルト・ラ・クルス、エスタディオ・ホセ・アントニオ・アンソアテギ | ベネズエラ | 1-0    | 2-0  | 親善試合           |
| 2.  | 2012年2月29日  | マイアミガーデンズ、ハードロック・スタジアム                       | メキシコ   | 1-0    | 2-0  | 親善試合           |
| 3.  | 2012年11月14日 | イーストラザフォード、メットライフ・スタジアム                     | ブラジル   | 1-0    | 1-1  | 親善試合           |
| 4.  | 2014年6月6日   | ブエノスアイレス、エスタディオン・ペドロ・ビデガイン               | ヨルダン   | 2-0    | 3-0  | 親善試合           |
| 5.  | 2014年6月24日  | クイアバ、アレーナ・パンタナール                                   | 日本       | 1-0    | 4-1  | ブラジルW杯        |
| 6.  | 2016年5月29日  | マイアミ、ローンデポ・パーク                                       | ハイチ     | 2-1    | 3-1  | 親善試合           |
| 7.  | 2017年3月28日  | キト、エスタディオ・オリンピコ・アタウアルパ                       | エクアドル | 2-0    | 2-0  | ロシアW杯・予選    |
| 8.  | 2018年6月24日  | カザン、カザン・アリーナ                                           | ポーランド | 3-0    | 3-0  | ロシアW杯          |
| 9.  | 2021年6月9日   | ブラジリア、エスタジオ・ナシオナル・デ・ブラジリア                 | ペルー     | 1-1    | 3-2  | コパ・アメリカ2021 |
| 10. | 2021年9月5日   | アスンシオン、エスタディオ・ディフェンソーレス・デル・チャコ       | パラグアイ | 1-1    | 1-1  | カタールW杯・予選  |
| 11. | 2023年6月20日  | ゲルゼンキルヒェン、フェルティンス・アレーナ                       | ドイツ     | 2-0    | 2-0  | 親善試合           |

## タイトル

### クラブ
チェルシーFC
- フットボールリーグカップ：1回 (2014-15)
- プレミアリーグ：1回 (2014-15)

ユヴェントスFC
- セリエA：5回 (2015-16, 2016-17, 2017-18, 2018-19, 2019-20)
- コッパ・イタリア：4回 (2015-16、2016-17、2017-18, 2020-21)
- スーペルコッパ・イタリアーナ：2回 (2018, 2020)

インテルナツィオナーレ・ミラノ
- セリエA：1回 (2023-24)
- スーペルコッパ・イタリアーナ：1回 (2024)